# Liste der Eichen Europas mit einem Stammumfang ab zehn Metern
Die Liste der Eichen Europas mit einem Stammumfang ab zehn Metern nennt sämtliche ermittelbaren lebenden Eichen (Quercus) in Europa, deren Stammumfang in Brusthöhe zehn Meter überschreitet. Der holländische Forstwirt Jeroen Pater hat im Zeitraum 1999 bis 2007 sämtliche Eichen dieser Größe in Europa nach dem gleichen Messschema, Stammumfang auf 1,30 Meter Höhe, bei geneigtem Gelände entsprechend hangoberseitig, gemessen. Zu den 29 Eichen werden jeweils der Ort, das Land, der Umfang, das geschätzte Alter genannt und besondere Merkmale beschrieben.
Das Vereinigte Königreich hat mit insgesamt zehn Eichen dieser Größe die meisten, gefolgt von Deutschland mit fünf und Dänemark und Schweden mit jeweils drei. Die dickste Eiche in Europa ist die Kvilleken in Schweden mit 14,75 Meter Umfang. Manche europäischen Länder besitzen keine Eichen dieser Größe. So hat beispielsweise die dickste Eiche in Litauen einen Umfang von 9,35, in Rumänien von 9,30, in der Schweiz von 8,90, in Estland von 8,25, in den Niederlanden von 7,97 und in Österreich von 7,25 Metern. Das Alter der Kongeegen in Dänemark, der ältesten Eiche Europas, wird auf etwa 1400 bis 2000 Jahre geschätzt. Zusätzlich aufgelistet werden 3 Eichen, die knapp unter der Bemessungsgrenze liegen, aber aus beschriebenen Gründen interessant sind.

## Baumregister und Umfangsmessung
Eine länderübergreifende Organisation, die die dicksten Bäume erfasst und nach einem vorgegebenen Schema vermisst, gibt es nicht. In einzelnen Ländern werden jedoch die dicksten Bäume des Landes systematisch erfasst und veröffentlicht. Wichtigstes Kriterium bei den Zusammenstellungen ist der Stammumfang. Dabei werden jedoch teilweise unterschiedliche Messmethoden angewandt, sodass die Ergebnisse nur schwer miteinander vergleichbar sind.
Im Vereinigten Königreich wurde im Jahre 1988 die Organisation Tree Register of the British Isles (TROBI) gegründet, die eine Baumdatenbank unterhält. Dort sind die Daten von über 150.000 Bäumen des Landes enthalten. Gemessen wird der Umfang an der Hangoberseite auf 1,5 Meter Höhe. Für diese Organisation galt lange Zeit die Eiche von Manthorpe als umfangsstärkste im Vereinigten Königreich. Die noch stärkere Eiche in Marton wurde als zu zerfallen angesehen, um für den ersten Platz in Frage zu kommen. Die Kriterien, nach denen festgelegt wird, welcher Baum der umfangsstärkste des Landes ist, wurden jedoch geändert, so dass jetzt die Eiche von Marton den ersten Platz einnimmt.
Die norwegische Forstbehörde Det Norske Skogselskap veranstaltete im Jahre 1990 einen Wettbewerb, um den umfangsstärksten Baum Norwegens zu finden. Im Jahre 2007 wurde ein erneuter Wettbewerb, Mitt tre (deutsch Mein Baum), gemeinsam von der Norwegischen Waldgesellschaft (Det norske Skogselskap), NRK Natur und dem Norsk Genressurssenter veranstaltet, bei dem mehr als 400 Bäume zur Auswahl standen. Die Brureika gewann sowohl den Wettbewerb 1990 als auch den von 2007. Gemessen wird der Umfang auf 1,3 Meter Höhe.
Das Deutsche Baumarchiv wurde im Jahre 1996 gegründet. Es erfasst systematisch alle starken Bäume des Landes und gruppiert diese je nach Art ein. Bäume, die die höchste Umfangsstufe überschreiten, werden als national bedeutsame Bäume (NBB) bezeichnet. Bei Eichen beginnt dieser Bereich ab einem Stammumfang von acht Metern, der auf einem Meter Höhe gemessen wird. Steht der Baum an einem Hang, wird der Umfang auf halber Hanghöhe, dem vermuteten Keimpunkt des Baumes, gemessen. Umfänge, die nach dieser Methode gemessen wurden, sind dadurch nur bedingt mit denen, die in 1,3 Meter Höhe ermittelt wurden, vergleichbar.
Die am weitesten verbreitete Messmethode in der europäischen Forstwirtschaft ist die Umfangsmessung auf 1,3 Meter Höhe (auf Brusthöhe) über dem Boden, der sogenannte Brusthöhendurchmesser (BHD), beziehungsweise der Brusthöhenumfang (BHU). Steht der zu vermessende Baum nicht auf ebenem Gelände, so ist zunächst das höchste Bodenniveau am Stamm zu ermitteln. Von dort aus wird die Höhe von 1,3 Metern gemessen. Davon abweichend, gibt es noch weitere Messmethoden. Bernd Ullrich, Buchautor von Unsere 500 ältesten Bäume, vermisst den Umfang an der schwächsten Stelle (Taille) des Stammes. Dabei wird unterhalb der tiefstgelegenen Starkäste oder großen Astlöcher gemessen. Sitzt der Kronenansatz des Baumes sehr tief, wird darunter gemessen. Im Extremfall wird der Umfang direkt am Boden gemessen. Die dünnste Stelle des Stammes wird bei einem Baum mit einem Umfang bis zu acht Metern bis in eine Höhe von 2,5 Metern ermittelt. Bei umfangsstärkeren Bäumen liegt diese Stelle entsprechend höher. Jeroen Pater, Buchautor von Europas Alte Bäume, vermisst die Bäume auf einer Höhe von 1,3 Metern, bei geneigtem Gelände entsprechend hangoberseitig. Hat der Stamm auf einer niedrigeren Höhe einen geringeren Umfang, so wird dort gemessen und die Höhe der Messung mit angegeben.

## Erklärung

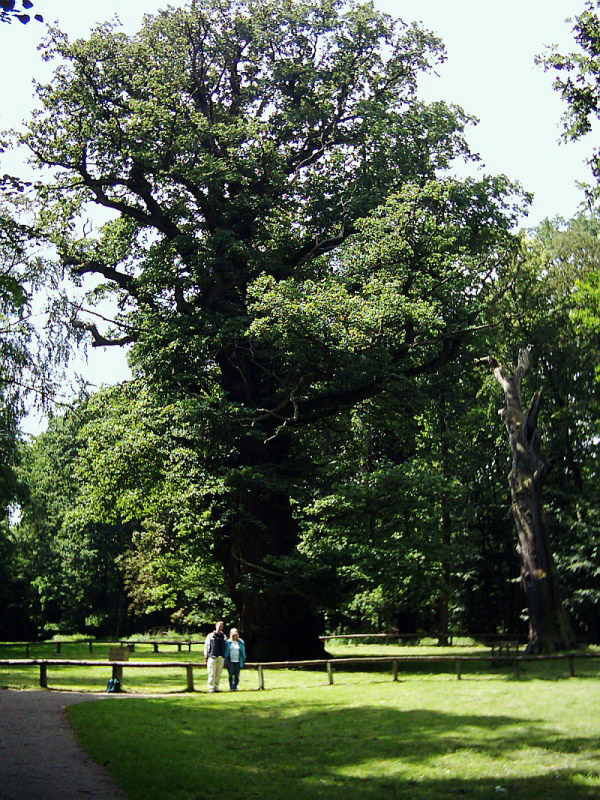
Ivenacker Eiche, höchste und massereichste Eiche in Europa

- Platz: Nennt den Ranglistenplatz, den die Eiche nach dem Stammumfang in der Liste belegt.
- Stammumfang (Jahr): Nennt den Stammumfang der Eiche 1,3 Meter über dem Boden und das Jahr der Messung.[12] Eichen dieser Größenordnung haben pro Jahr einen Umfangszuwachs von etwa ein bis zwei Zentimetern. Je nach Standortbedingungen, Wuchsform, Klima, Stammform und biografischen Fakten kann der Wert zwischen weniger als einem und drei Zentimetern schwanken.
- Name: Nennt den Namen der Eiche.
- Ort: Nennt den Standort und die Koordinaten der Eiche.
- Land: Abkürzung und Flagge des Landes, in dem die Eiche steht.
- Alter (Jahre): Nennt das geschätzte Alter der Eiche in Jahren.[12] Die Altersschätzung beruht auf dem Stammumfang, dem Standort und den geschichtlichen Überlieferungen. Eichen dieser Größe sind beinahe immer hohl, so dass an dem ausgehöhlten Stamm keine Jahresringzählungen möglich sind. Auch eine Altersbestimmung nach dem Gehalt an radioaktivem Kohlenstoff (Radiokohlenstoffdatierung, auch 14C-Datierung genannt) ist bei dieser Stammstruktur problematisch, da die ältesten Holzteile im inneren Bereich des Stammes fehlen.
- Höhe (m): Nennt die Höhe der Eiche.[12]
- Art: Nennt die Art der Eiche (Traubeneichen (Quercus petraea) oder Stieleichen (Quercus robur)).
- Bemerkung: Zusätzliche Angaben.

## Eichen
| Platz | Stammumfang (Jahr) | Name                               | Ort                         | Land | Alter (Jahre) | Höhe (m) | Art          | Bemerkung | Bild |
| ----- | ------------------ | ---------------------------------- | --------------------------- | ---- | ------------- | -------- | ------------ | --- | ---- |
| 1     | 14,75 m (2006)     | Rumskullaeken                      | Norra Kvill (Lage)          | SWE  | 900–1000      | 15       | Stieleiche   | Der Stamm ist zur Hälfte abgestorben. Dieser Teil ist mit Seilen am restlichen Stamm befestigt. Im Jahre 1999 fand unter der Eiche ein großes Wikingerfest statt, weil sie angeblich aus der Wikingerzeit stammt. |      |
| 2     | 14,26 m (2006)     | Marton Oak                         | Marton                      | GBR  | 1000–1200     | –        | Traubeneiche | Der Stamm der Eiche ist stark fragmentiert und besteht aus mehreren voneinander getrennten Stammteilen. Die Eiche wird seit einigen Jahren als die dickste Eiche des Landes geführt. |      |
| 3     | 13,38 m (2006)     | Pontfadog Oak                      | Pontfadog                   | GBR  | 700–1000      | 11       | Traubeneiche | Angeblich soll sie zur Römerzeit etwa im Jahre 387 aufgegangen sein. Bis 1963 galt sie als dickste Eiche in Europa, bis damals ein Ast herausbrach, der Teile ihres Stamms mit zerstörte. Am 18. April 2013 wurde sie bei einem Sturm umgeweht und war nicht mehr zu retten. |      |
| 4     | 13,16 m (2006)     | Eiche von Manthorpe                | Manthorpe                   | GBR  | 500–600       | 12       | Stieleiche   | Im hohlen Stamm der Eiche wurden im Jahre 1768 ein Fußboden gelegt und Bänke aufgestellt. Der Zugang wurde mit einer Tür versehen. Die Tür ist noch auf Ansichten aus der Zeit um 1900 sichtbar. |      |
| 5     | 12,91 m (2006)     | Queen Elizabeth Oak                | Midhurst (Lage)             | GBR  | 600–700       | 9        | Traubeneiche | Benannt ist die Eiche nach der Königin Elisabeth I., die diese Eiche angeblich im Jahre 1591 besuchte und mit Pfeil und Bogen einen Hirsch erlegte. |      |
| 6     | 12,79 m (2006)     | Lydham Manor Oak                   | Lydham (Lage)               | GBR  | 300–325       | 18       | Stieleiche   | Sie ist eine typische englische Kopfeiche, mit kurzem, dickem Stamm. Die jährliche Umfangszunahme von etwa vier Zentimetern ist für eine solche Eiche enorm. |      |
| 7     | 12,34 m (2006)     | Majesty                            | Nonington                   | GBR  | 450–500       | 19       | Stieleiche   | Sie ist die dickste Eiche des Vereinigten Königreichs. Sie ist keine Kopfeiche, sondern eine ungeschnittene, ausgewachsene Eiche. Der Umfang 30 Zentimeter über dem Boden beträgt 16,75 Meter. |      |
| 8     | 12,21 m (2004)     | Femeiche                           | Erle (Lage)                 | GER  | 800–1000      | 11       | Stieleiche   | Unter der Eiche wurden bis 1589 mittelalterliche Femegerichte abgehalten. Der Stamm besteht nur noch aus zwei dünnen Teilen, die Krone ist mit zahlreichen Stützen versehen. |      |
| 9     | 11,67 m (2006)     | Jack of Kent’s Oak                 | Kenturch                    | GBR  | 600–700       | 10       | Stieleiche   | Benannt ist die Eiche nach Jack of Kent, der um 1400 lebte und eine Art Robin Hood dieser Gegend war. Er soll regelmäßig in ihre Krone geklettert sein, um dort Gedichte zu schreiben. |      |
| 10    | 11,35 m (2003)     | „Große Eiche“ der Ivenacker Eichen | Ivenack (Lage)              | GER  | 700–800       | 35       | Stieleiche   | Sie ist mit 180 Festmetern die massereichste Eiche in Europa. In der näheren Umgebung stehen weitere dicke Eichen, von denen zwei mehr als neun Meter Umfang haben. |      |
| 11    | 10,80 m (2007)     | Brureika (Brauteiche)              | Utne (Lage)                 | NOR  | 900–1000      | –        | Stieleiche   | Die Eiche wurde 2007 zum zweiten Mal nach 1990 im Wettbewerb Mitt tre (Mein Baum) zum größten Baum Norwegens gewählt. Auf 0,5 Meter Höhe hat der Stamm einen Umfang von 9,84 Metern |      |
| 12    | 10,74 m (2006)     | Ekebyhovseken                      | Ekerö                       | SWE  | 500–550       | 15       | Stieleiche   | Bis in die 1970er Jahre galt sie als schönste Eiche in Schweden. Bei mehreren schweren Stürmen wurde ihre Krone stark beschädigt. |      |
| 12    | 10,74 m (2006)     | Oakleigh Oak                       | Mottosfont Abbey            | GBR  | 500–550       | 13       | Stieleiche   | In früheren Jahren passten angeblich bis zu 20 Personen in den hohlen Stamm. Heute ist er wieder völlig geschlossen. Auf Fotos um das Jahr 1900 ist die Höhlung noch zu sehen. |      |
| 14    | 10,69 m (2006)     | Shobdon Oak                        | Shobdon                     | GBR  | 300–325       | 23       | Traubeneiche | Im Oktober 2002 wurde der Baum bei einem Sturm in sechs Meter Höhe gespalten, wobei der mächtigere Teil abbrach. Bis dahin galt sie als eine der schönsten Eichen des Landes. |      |
| 15    | 10,68 m (2006)     | Ulvedalsegen (Wolftaleiche)        | Jægerspris Dyrehave (Lage)  | DEN  | 450–500       | 17       | Stieleiche   | Von 1910 bis 1949 wurde bei der in einem Park stehenden Eiche Freilichttheater aufgeführt, wobei sie ein Teil der Kulisse war. Der Stamm ist hohl und in zwei Teile gespalten. |      |
| 16    | 10,62 m (2006)     | Major Oak                          | Sherwood Forest (Lage)      | GBR  | 500–700       | 15       | Stieleiche   | Robin Hood soll sich im 13. Jahrhundert unter der Eiche mit seinen Getreuen getroffen haben. Jährlich wird das Robin-Hood-Festival mit über 70.000 Besuchern und der Eiche als Mittelpunkt gefeiert. |      |
| 17    | 10,50 m (2001)     | Tordenskjold-Eiche                 | Horten                      | NOR  | 500–700       | 12       | Stieleiche   | Benannt ist sie nach dem 1720 verstorbenen norwegischen Seehelden Peter Wessel Tordenskjold. Der Stamm ist vollkommen hohl und besteht aus zwei Teilen. |      |
| 18    | 10,45 m (2006)     | Skovfogedegen (Waldhütereiche)     | Jægerspris Dyrehave (Lage)  | DEN  | 450–500       | 14       | Stieleiche   | Zu Beginn des 19. Jahrhunderts predigte ein Jagdhüter, ein Katholik, unter der Eiche. |      |
| 19    | 10,41 m (2003)     | Eiche von Liernu                   | Liernu (⊙)                  | BEL  | 600–700       | 17       | Stieleiche   | Der Baum sollte im 19. Jahrhundert gefällt werden. Durch ein Bild des heiligen Antonius, das ein alter Priester in den hohlen Stamm stellte, wurde dies verhindert. Daraufhin entwickelte sich der Brauch, zur Heilung kranker Tiere zwei brennende Kerzen hineinzustellen, 1970 wurde das Bild gestohlen. 2016 nahm der Baum als Vertreter Belgiens am Wettbewerb „Europäischer Baum des Jahres“ teil. |      |
| 20    | 10,40 m (2002)     | Eiche von St. Vincent de Paul      | St. Vincent de Paul         | FRA  | 700–800       | 13       | Stieleiche   | Benannt ist die Eiche nach Vinzenz von Paul, der 1581 in einem Haus neben der Eiche geboren wurde. Er wurde Priester und gründete verschiedene Orden. Neben der Eiche wurden eine Pilgerherberge und eine Kapelle errichtet. |      |
| 21    | 10,38 m (2006)     | Kongeegen (Königseiche)            | Jægerspris (Lage)           | DEN  | 1.400–2.000   | 14       | Stieleiche   | Im Jahr 1955 hatte die Eiche einen Umfang von 13,90 Metern. 1973 brach ein Hauptast heraus und ein Teil des Stammes stürzte um. Heute besteht der Stamm nur noch aus Resten. |      |
| 22    | 10,18 m (2001)     | Kaives ozols (Eiche von Kaive)     | Kaive (Lage)                | LAT  | 450–500       | 18       | Stieleiche   | Einer Sage nach soll unter der Eiche eine Truhe voll Gold vergraben sein, nach der in den letzten Jahrhunderten viele vergeblich gesucht haben. 1972 begann der Verfall der Eiche mit dem Herausbrechen mehrerer starker Äste. |      |
| 23    | 10,15 m (2001)     | Grabeiche                          | Nöbdenitz (Lage)            | GER  | 700–800       | 13       | Stieleiche   | In einem Hohlraum im Stamm der Eiche wurde 1824 der Baron von Thümmel beigesetzt, der sich die Eiche als letzte Ruhestätte ausgesucht hatte. Bei Untersuchungen im Jahre 1959 wurde das Grab mit menschlichen Überresten gefunden, aber dort belassen. |      |
| 23    | 10,15 m (2001)     | Dicke Eiche                        | Krügersdorf                 | GER  | 550–600       | 22       | Stieleiche   | Die Eiche weist starke Altersspuren auf, wie mehrere ausgebrochene Äste in der Krone. In der Nähe steht mit der Bouqueteiche mit etwa neun Metern Umfang eine weitere Eiche. |      |
| 25    | 10,13 m (2006)     | Olof-Palmes-Ek                     | Ekerö                       | SWE  | 450–500       | 19       | Stieleiche   | Benannt ist die Eiche nach dem 1986 ermordeten zweimaligen schwedischen Premierminister Olof Palme. Im Jahre 2005 brach ein großer Ast ohne Sturmeinwirkung durch sein eigenes Gewicht heraus. |      |
| 26    | 10,10 m (2009)     | Chrobry-Eiche                      | Szprotawa (Sprottau) (Lage) | POL  | 550           | 25       | Stieleiche   | Benannt ist die Eiche nach dem 1025 verstorbenen Bolesław I., dem ersten König von Polen, der auch Chrobry der Tapfere genannt wurde. Der Stamm ist gleichmäßig und reicht sehr hoch. In fünf Metern Höhe beträgt der Umfang über zehn Meter. |      |
| 27    | 10,04 m (1999)     | Dicke Eiche                        | Berteroda (Lage)            | GER  | 450–500       | 15       | Stieleiche   | Der hohle Stamm der Eiche wurde 1912 mit Ziegelsteinen ausgemauert. Unter der Eiche fand vor Jahren ein Dorffest statt. Einen Tag später brach ein großer Ast heraus und stürzte auf den Festplatz. |      |
| 28    | 10,02 m (1999)     | Žižka-Eiche                        | Náměšť nad Oslavou (Lage)   | CZE  | 600–700       | 19       | Stieleiche   | Benannt ist sie nach Jan Žižka, einem tschechischen General im 15. Jahrhundert. Dieser soll bei einer Schlacht der Hussiten 1423 unter der Eiche gerastet haben. |      |
| 29    | 10,00 m (2002)     | Belén-Eiche                        | Ruente                      | ESP  | 600–700       | 16       | Stieleiche   | Die Eiche hat eine ungewöhnliche Form. Der Stamm, aus dem ein paar relativ dünne Äste herausragen, ist völlig hohl und hat eine kugelige Form. In der näheren Umgebung steht eine weitere Eiche mit etwa neun Metern Umfang. |      |
| 30    | 10,00 m (2006)     | Eiche von Zsennye                  | Zsennye                     | HUN  | 1000          | 23       | Stieleiche   | Zerstört 2006. Galt als älteste Eiche Ungarns. Abbild auf einer Pro Natura-Gedenkmünze. |      |

## Baumregister
- Im Tree Register of the British Isles sind über 150.000 Bäume auf den Britischen Inseln verzeichnet.

## Weitere Listen
- Liste der dicksten Eichen in Deutschland
- Liste markanter und alter Baumexemplare (International)
- Liste markanter und alter Baumexemplare in Deutschland